# Petit bois de bouleaux
Petit bois de bouleaux (en russe : Берёзовая роща) est un tableau du peintre Arkhip Kouïndji (1841/1842—1910), réalisé en 1879. Il fait partie de la collection de la Galerie Tretiakov (à l'inventaire sous n° 882). Ses dimensions sont de 97 × 181 cm,. 

## Histoire
Le tableau Petit bois de bouleaux est présenté au public pour la première fois en 1879 lors de la 7e exposition des Ambulants. Les artistes et les spectateurs de cette exposition remarquent le caractère inhabituel du tableau qui deviendra plus tard l'un des plus connus du peintre Kouïndji. L'art de Kouïndji se modifia vers la fin des années 1870. Durant la première moitié de la décennie 1870, il travaille davantage les tons ternes qui reflètent la dureté de la vie rurale en Russie. Puis il se lance dans des tonalités tout à fait différentes en utilisant les jeux de lumières qu'il trouve dans la nature, comme dans Petit bois de bouleaux. Avec Isaac Levitan, il fait partie d'une catégorie d'artistes luministes russes. Les deux artistes étaient également unis par une conscience de l'essence symbolique du monde environnant, suggérant un parallèle avec le luminisme aux États-Unis. Avec ses expériences de pigmentation, Kouïndji est parvenu à rendre de beaux effets de lumière. Mais ses toiles se sont vite assombries, du fait de l'utilisation de bitume. Avec sa luminosité et ses contrastes entre ombres et lumière, Petit bois de bouleaux fait exception au vieillissement.   
Pour Ilia Répine, « l'illusion de la lumière était le dieu » de Kouïndji, et selon lui aucun artiste ne l'égalait sur ce plan pour obtenir des effets de lumière.

## Descriptif

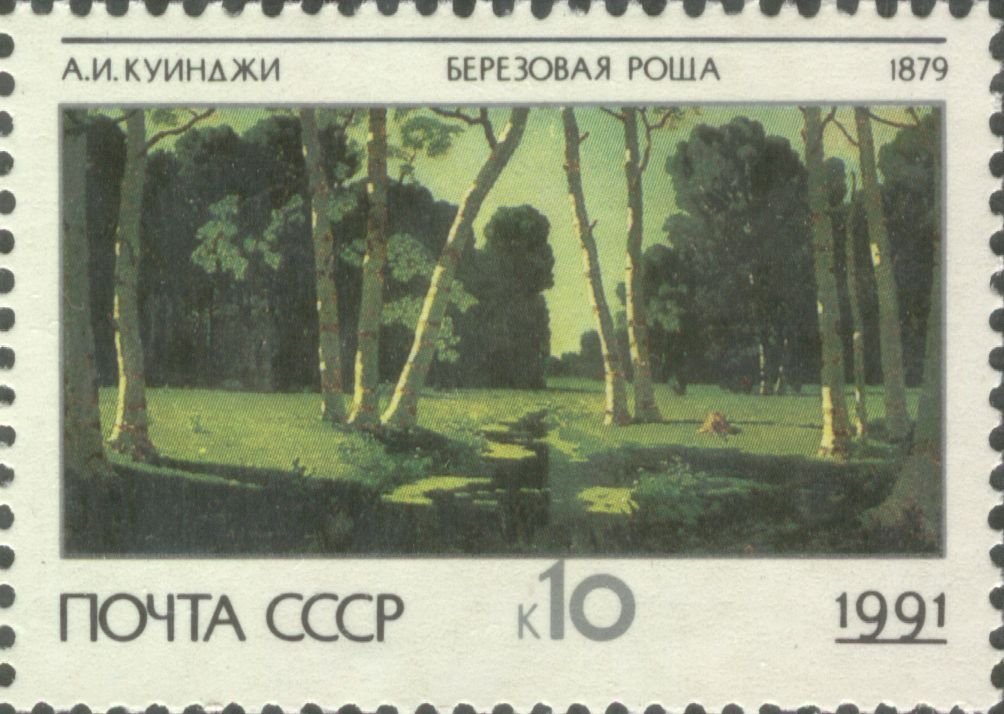
Tableau Petit bois de bouleaux sur un timbre poste en URSS en 1991

Cette toile est peinte par l'artiste dans le style d'un paysage romantique. Comme pour ses autres toiles, il obtient un résultat significatif par ses combinaisons inhabituelles de lumière et de couleur. Le net contraste entre l'ombre et le soleil donne l'impression d'une lumière solaire très vive. La partie supérieure des bouleaux n'est pas représentée et seuls les troncs et de petites branches vertes sont visibles. Ils se détachent sur un fond forestier vert foncé. La toile est séparée en deux parties par la représentation d'un ruisseau qui coule au centre. Les eaux stagnantes sur le bord du ruisseau sont également de couleur verte. 

## Critique

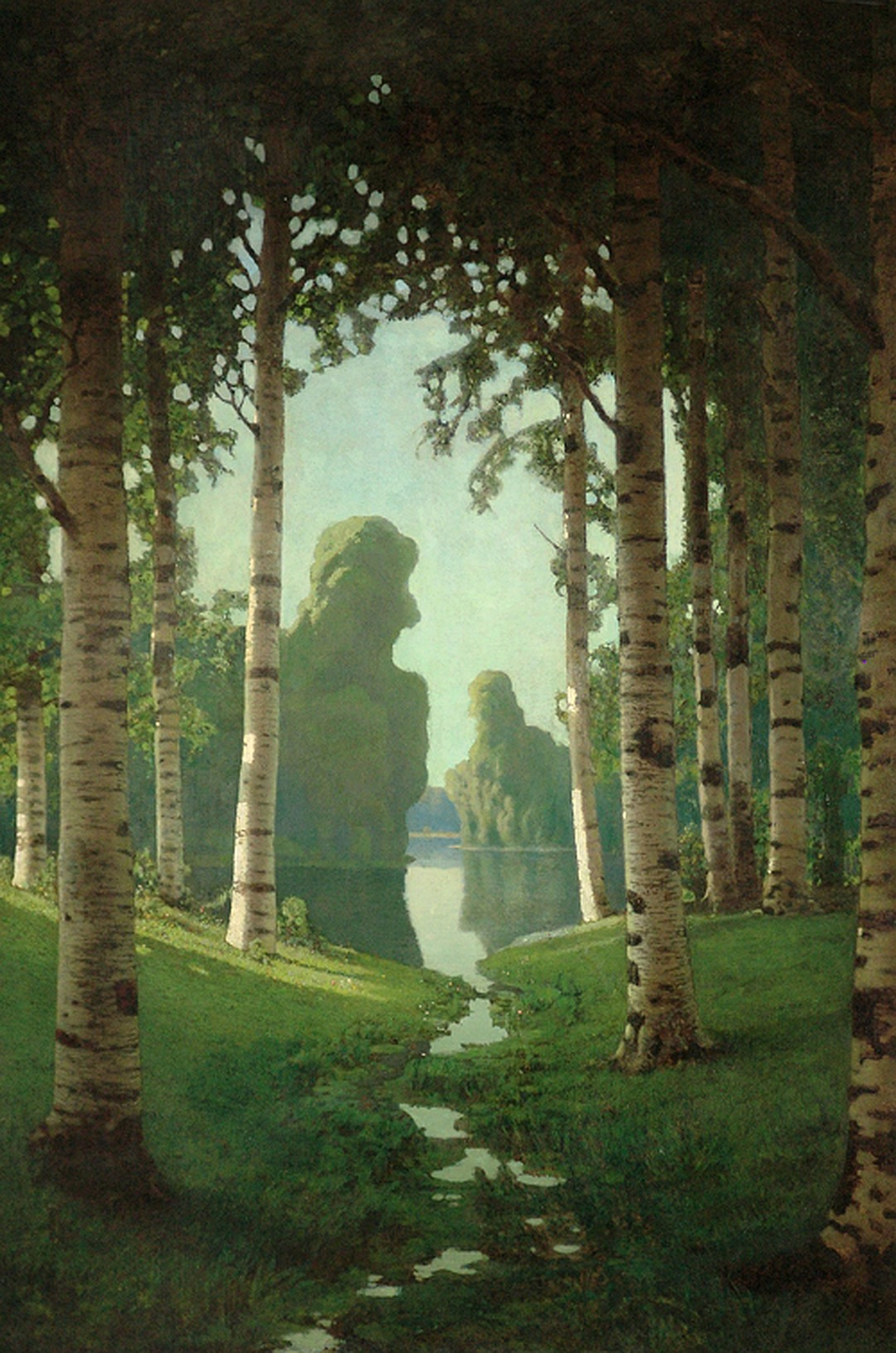
Arkhip Kouïndji, Bosquet de bouleaux, 1901

Le critique d'art Vladimir Petrov écrit ceci dans son article dédié au 150e anniversaire de la naissance de Kouïndji en 1841:
« Le culte du soleil propre à Kouïndji est particulièrement bien rendu dans  Petit bois de bouleaux. Il dépeint le motif le plus banal de la Russie centrale: la lisière de la forêt, des bouleaux blancs, un ruisseau qui se perd dans l'herbe, mais il crée en même temps un hymne à la lumière qui vient du ciel vers sa toile. L'aspect festif de la toile vient de l'intensité des contrastes brillants, mais aussi de le rythmique du paysage et du beau fond décoratif. »

## Autres toiles
Kouïndji a réalisé d'autres tableaux sur le même sujet sous le même nom,. Une de ses toiles sur le même thème a été réalisée en 1901 se trouve au Musée national des Beaux-Arts de Biélorussie,.